# Sérénade pour cordes d'Edward Elgar
La sérénade pour cordes en Mi mineur, Op. 20, est une pièce pour orchestre à cordes en trois mouvements d'Edward Elgar. Elle dure environ douze minutes.
Elle est écrite en mars 1892 et est créée cette même année en privé par la Worcester Ladies' Orchestral Class avec Elgar à la direction. La première représentation publique a lieu à Anvers, en Belgique, le 21 juillet 1896.
Bien que non publiée formellement avant 1892, cette sérénade semble être la réécriture d'une suite qu'Elgar a composé quelques années auparavant, avant qu'il n'ait fermement choisi la carrière de compositeur. À part la suite the Wand of Youth, c'est probablement la plus ancienne composition de son répertoire standard. Elle a le charme de la jeunesse tout en montrant des indications du talent montant d'Elgar. C'est la première œuvre dont Elgar affirme être satisfait.
Moins populaire que la sérénade de Tchaïkovski (opus 48) ou la sérénade de Dvorak (opus 22), elle n'en demeure pas moins une réussite du genre.

## Structure
1. Allegro piacevole
2. Larghetto
3. Allegretto